# Kevin De Weert
Kevin De Weert (Duffel, 27 mei 1982) is een Belgisch voormalig wielrenner en bondscoach van de KBWB. Hij reed in 2002 nog voor de opleidingsploeg van de Rabobank, maar in 2003 en 2004 reed hij in de Rabo-profploeg. In 2005 maakte hij de overstap naar Quick-Step. Daar kon hij niet voldoen aan de verwachtingen, en hij besloot om samen met Nick Nuyens de overstap te maken naar Cofidis. In 2009 keerde hij terug naar Quick-Step.
In 2010 reed hij een goede Ronde van Frankrijk en pakte er de 18de plaats in het eindklassement (16de na de dopingschorsing van Alberto Contador en Denis Mensjov). In 2011 borduurde hij hierop voort en werd de beste Belg, op de 13de plaats (12de na de dopingschorsing van Alberto Contador).
In mei 2015 zette hij een punt achter zijn carrière. Na zijn val in de Vuelta van 2013, vond hij dat hij nooit meer op zijn oude niveau kon komen.
In februari 2016 volgde De Weert Carlo Bomans op als bondscoach van de KBWB. Onder zijn leiding behaalde Greg Van Avermaet de olympische titel in de wegwedstrijd op de Olympische Spelen van 2016 in Rio de Janeiro. In 2018 werd De Weert opgevolgd door Rik Verbrugghe.

## Belangrijkste overwinningen
2002
- 1e etappe Ronde van Luik
- Eindklassement Ronde van Luik

## Resultaten in voornaamste wedstrijden
| Jaar | Ronde van Italië | Ronde van Frankrijk | Ronde van Spanje |
| ---- | ---------------- | ------------------- | ---------------- |
| 2004 |                  |                     | 71e              |
| 2005 |                  |                     | 94e              |
| 2006 |                  |                     | 74e              |
| 2007 |                  |                     |                  |
| 2008 | opgave           |                     | 59e              |
| 2009 |                  |                     | 20e              |
| 2010 |                  | 16e                 | 64e              |
| 2011 |                  | 12e                 | 91e              |
| 2012 |                  | 70e                 | 41e              |
| 2013 |                  |                     | opgave           |

| Jaar | Milaan-San Remo | Gent-Wevelgem | Ronde van Vlaanderen | Parijs-Roubaix | Amstel Gold Race | Luik-Bast.‑Luik | Ronde van Lombardije | Waalse Pijl | Parijs-Tours |  | WK op de weg |  | Wereldranglijsten |
| ---- | --------------- | ------------- | -------------------- | -------------- | ---------------- | --------------- | -------------------- | ----------- | ------------ |  | ------------ |  | ----------------- |
| 2004 |                 |               |                      |                |                  | opgave          |                      |             |              |  |              |  |                   |
| 2005 |                 |               |                      |                | 54e              |                 |                      |             |              |  |              |  |                   |
| 2006 |                 |               |                      | opgave         | opgave           |                 |                      |             |              |  |              |  |                   |
| 2007 | 158e            | 101e          | 108e                 | opgave         |                  |                 |                      |             |              |  |              |  |                   |
| 2008 | opgave          |               | 45e                  | opgave         |                  |                 |                      |             |              |  | opgave       |  |                   |
| 2009 |                 |               | 74e                  | 91e            |                  |                 | 68e                  |             | 129e         |  | 25e          |  | 231e (UWK)        |
| 2010 |                 |               | 80e                  |                | opgave           | 63e             |                      |             |              |  | opgave       |  | 147e (UWK)        |
| 2011 |                 |               |                      |                |                  |                 | opgave               |             |              |  | 93e          |  | 107e (UWT)        |
| 2012 |                 |               |                      |                | 53e              | 59e             | opgave               | 62e         |              |  | opgave       |  | 198e (UWT)        |
| 2013 |                 |               |                      |                |                  | 144e            |                      | 133e        |              |  |              |  |                   |

## Ploegen
- 2001-Rabobank GS3
- 2002-Rabobank GS3
- 2003-Rabobank
- 2004-Rabobank
- 2005-Quick Step-Innergetic
- 2006-Quick Step-Innergetic
- 2007-Cofidis
- 2008-Cofidis
- 2009-Quick Step
- 2010-Quick Step
- 2011-Quick Step
- 2012-Omega Pharma-Quick-Step
- 2013-Omega Pharma-Quick-Step
- 2014-Omega Pharma-Quick-Step
- 2015-Team LottoNL-Jumbo